# Menonvillea virens
Menonvillea virens là một loài thực vật có hoa trong họ Cải. Loài này được (Phil.) Rollins mô tả khoa học đầu tiên năm 1955.